# Zoran Erceg
Zoran Erceg (cyr. Зоран Ерцег; ur. 11 stycznia 1985 w Pakracu) – serbski koszykarz, występujący na pozycji silnego skrzydłowego, reprezentant kraju.

## Osiągnięcia
Stan na 13 stycznia 2024, na podstawie, o ile nie zaznaczono inaczej.

### Drużynowe
- Wicemistrz:
  - EuroChallenge (2012)
  - VTB (2013)
  - ligi adriatyckiej (2004, 2006)
  - Rosji (2013)
  - Turcji (2012)
- Wicemistrz:
  - ligi adriatyckiej (2007)
  - Grecji (2009, 2011)
  - Turcji (2014)
- Zdobywca pucharu:
  - Turcji (2012)
  - Grecji (2011)
  - Serbii (2005, 2007)
- Finalista pucharu:
  - Serbii (2004)
  - Grecji (2011)
- Uczestnik rozgrywek final four:
  - Euroligi (2009, 2013)
  - Pucharu ULEB (2004, 2007)
  - ligi adriatyckiej (2004–2007)

### Indywidualne
- MVP:
  - final four ligi adriatyckiej (2007)
  - kolejki Euroligi (6 – 2014/2015)
- Zaliczony do II składu:
  - All-Europe (2014)
  - ligi greckiej (2010)
- Uczestnik meczu gwiazd ligi:
  - tureckiej (2012)
  - greckiej (2010, 2011)
- Lider w średniej punktów ligi serbskiej (2008)

### Reprezentacja
- Uczestnik:
  - mistrzostw Europy (2007 – 13. miejsce, 2015 – 4. miejsce)
  - kwalifikacji do Eurobasketu (2009, 2013 – 7. miejsce)
  - turnieju FIBA Diamond Ball (2008 – 5. miejsce)